# Óscar Trejo
Óscar Guido Trejo, né le 26 avril 1988 à Santiago del Estero en Argentine, est un footballeur italo-argentin qui évolue au poste de milieu offensif au Rayo Vallecano.

## Biographie

### Jeunesse
Né à Santiago del Estero, Óscar Trejo est formé au Boca Juniors. Il évolue dans le club argentin jusqu'en 2006 avant de rejoindre le vieux continent.

### RCD Majorque (2007-2011)
En 2007, le milieu s'engage avec le RCD Majorque. Pourtant, en manque de temps de jeu, est prêté à Elche en 2009 puis au Rayo Vallecano en 2010. 

### Sporting Gijón (2011-2013)
Trejo se rend au Sporting Gijón en 2011. Évoluant en Liga, le club est relégué à la fin de la saison 2011-2012.
Le milieu offensif de Gijon est nommé dans les cinq meilleurs joueurs de la Liga Adelante à l'issue de la saison 2012-2013.

### Toulouse FC (2013-2017)
Le 19 juillet 2013, Trejo s'engage avec le Toulouse FC pour quatre ans,.
Lors de sa première saison en Haute-Garonne, l'Argentin joue 35 matchs pour  trois buts.
Durant la saison 2014-2015 il est nommé par les supporters du Toulouse FC comme le meilleur toulousain de la saison. Malgré une bonne saison, Trejo est souvent l'objet de critiques quant à son ratio de buts, n'étant pas assez décisif dans le dernier geste. Néanmoins, des médias considèrent qu'il pourrait se rapprocher du jeu de Javier Pastore s'il s'améliorait sur ce point.
La saison suivante est délicate pour le club toulousain qui s'enfonce peu à peu dans la zone de relégation. En mars 2016, Trejo marque un but lors du derby contre Bordeaux se soldant par une large victoire 4-0. En mai 2016, durant le dernier match de la saison au Stadium, Trejo entre en jeu durant la seconde mi-temps et inscrit l'unique but de la rencontre face à Troyes. Cette victoire permet au TFC de sortir de la zone de relégation.
Lors de la saison 2016-2017, Trejo hérite du numéro 10, à la suite du départ de Ben Yedder. Lors de la deuxième journée de championnat, il participe à la large victoire toulousaine 4-1 contre les Girondins de Bordeaux en délivrant deux passes décisives.
Le 17 mai 2017, Trejo annonce son départ à la fin de la saison 2016-2017.

### Rayo Vallecano (depuis 2017)
Le 21 juin 2017 il annonce qu'il retourne au Rayo Vallecano en seconde division espagnole, club où il avait été prêté lors de la saison 2010-2011.

## Style de jeu
Trejo possède un large bagage technique. Formé au Boca, il est l'archétype des milieux offensifs argentins : dribbleurs et clairvoyant dans le jeu. Sa petite taille et ses nombreux dribbles en font un joueur redouté des défenses. Lisant le jeu, Trejo est un bon pourvoyeur de ballons et ses passes sont précises.
Malgré son poste offensif, il est le premier à participer à l'effort défensif, n'hésitant pas à intercepter les ballons avec ses tacles précis. Ses points faibles sont son jeu aérien et la finition devant le but.

## Statistiques
| Saison                | Club                  | Championnat           | Championnat | Championnat | Championnat | Coupe nationale | Coupe nationale | Coupe nationale | Coupe de la Ligue | Coupe de la Ligue | Coupe de la Ligue | Total | Total | Total |
| Saison                | Club                  | Division              | M.          | B.          | P.d.        | M.              | B.              | P.d.            | M.                | B.                | P.d.              | M.    | B.    | P.d.  |
| 2006-2007             | RCD Majorque          | Liga                  | 8           | 1           | 0           | 0               | 0               | 0               | -                 | -                 | -                 | 8     | 1     | 0     |
| 2007-2008             | RCD Majorque          | Liga                  | 17          | 2           | 1           | 6               | 1               | 0               | -                 | -                 | -                 | 23    | 3     | 1     |
| 2008-2009             | RCD Majorque          | Liga                  | 11          | 0           | 0           | 5               | 0               | 0               | -                 | -                 | -                 | 16    | 0     | 0     |
| Sous-total            | Sous-total            | Sous-total            | 36          | 3           | 1           | 11              | 1               | 0               | -                 | -                 | -                 | 47    | 4     | 1     |
| 2009-2010             | Elche CF (prêt)       | D2                    | 34          | 4           | 2           | 1               | 0               | 0               | -                 | -                 | -                 | 35    | 4     | 2     |
| Sous-total            | Sous-total            | Sous-total            | 34          | 4           | 2           | 1               | 0               | 0               | -                 | -                 | -                 | 35    | 4     | 2     |
| 2010-2011             | Rayo Vallecano (prêt) | D2                    | 40          | 9           | 8           | 1               | 1               | 0               | -                 | -                 | -                 | 41    | 10    | 8     |
| Sous-total            | Sous-total            | Sous-total            | 40          | 9           | 8           | 1               | 1               | 0               | -                 | -                 | -                 | 41    | 10    | 8     |
| 2011-2012             | Sporting Gijón        | Liga                  | 33          | 4           | 2           | 0               | 0               | 0               | -                 | -                 | -                 | 33    | 4     | 2     |
| 2012-2013             | Sporting Gijón        | D2                    | 38          | 5           | 9           | 4               | 1               | 1               | -                 | -                 | -                 | 42    | 6     | 10    |
| Sous-total            | Sous-total            | Sous-total            | 71          | 9           | 11          | 4               | 1               | 1               | -                 | -                 | -                 | 75    | 10    | 12    |
| 2013-2014             | Toulouse FC           | Ligue 1               | 32          | 2           | 1           | 2               | 0               | 0               | 1                 | 1                 | 0                 | 35    | 3     | 1     |
| 2014-2015             | Toulouse FC           | Ligue 1               | 31          | 4           | 3           | 1               | 0               | 0               | -                 | -                 | -                 | 32    | 4     | 3     |
| 2015-2016             | Toulouse FC           | Ligue 1               | 34          | 4           | 3           | 1               | 1               | 0               | 3                 | 0                 | 2                 | 38    | 5     | 5     |
| 2016-2017             | Toulouse FC           | Ligue 1               | 29          | 2           | 5           | 1               | 0               | 0               | 1                 | 0                 | 1                 | 31    | 2     | 6     |
| Sous-total            | Sous-total            | Sous-total            | 126         | 12          | 12          | 5               | 1               | 0               | 5                 | 1                 | 3                 | 136   | 14    | 15    |
| 2017-2018             | Rayo Vallecano        | D2                    | 36          | 12          | 5           | 0               | 0               | 0               | -                 | -                 | -                 | 36    | 12    | 5     |
| 2018-2019             | Rayo Vallecano        | Liga                  | 26          | 1           | 4           | 1               | 0               | 0               | -                 | -                 | -                 | 27    | 1     | 4     |
| 2019-2020             | Rayo Vallecano        | D2                    | 28          | 2           | 0           | 2               | 0               | 0               | -                 | -                 | -                 | 30    | 2     | 0     |
| Sous-total            | Sous-total            | Sous-total            | 90          | 15          | 9           | 3               | 0               | 0               | -                 | -                 | -                 | 93    | 15    | 9     |
| Total sur la carrière | Total sur la carrière | Total sur la carrière | 397         | 52          | 43          | 25              | 4               | 1               | 5                 | 1                 | 3                 | 427   | 57    | 47    |